# Getto w Dobrej
Getto w Dobrej – getto żydowskie utworzone podczas II wojny światowej przez okupantów w Dobrej.

## Historia
Niemieckim urzędnikiem odpowiedzialnym za działalność getta był Schweikert. W Dobrej powstał Judenrat, którego przewodniczącym został Mordka Francuz. Judenrat zajmował się organizowaniem Żydów do pracy przymusowej przy sprzątaniu miasta oraz przy wydobyciu żwiru do naprawy dróg. W grudniu 1939 roku zniszczono synagogę i przyległe do niej domy (według innych źródeł w synagodze urządzono kasyno oficerskie).
Według wspomnień Żydów z Dobrej, getto utworzone zostało latem lub jesienią 1940 roku. Zostało utworzone na terenie w okolicach ówczesnych ulic Tylnej i Składkowskiej, Żydom mieszkającym na tym terenie zezwolono wówczas zatrzymać dla siebie jeden pokój, reszta miała zostać przekazana Żydom przesiedlanym do getta. Według wspomnień w getcie uwięziono około 300–400 Żydów. Przez cały okres istnienia getta jego więźniowie nie mieli dostępu do pomocy lekarskiej. Getto nie było otoczone płotem, Żydom zakazano jednak je opuszczać. Więźniowie getta prowadzili handel z zamieszkującymi Dobrą Polakami.
W maju 1941 roku Schweikert nakazał więźniom getta dostarczyć do pracy przymusowej żydowskich mężczyzn w wieku od 15 do 60 lat, w każdej rodzinie z getta mógł pozostać tylko jeden mężczyzna. Getto zostało zlikwidowane 3 października 1941 roku, a Żydów deportowano do tworzonego właśnie getta wiejskiego w Czachulcu. Getto w Czachulcu zlikwidowano w lipcu 1942 roku.